# Frappes indo-pakistanaises de 2025
Pour un article plus général, voir Crise indo-pakistanaise de 2025.
Crise indo-pakistanaise de 2025
Dans la nuit du 6 au 7 mai 2025, l'Inde mène une série de frappes de missiles contre plusieurs cibles situées au Pakistan et au Cachemire sous administration pakistanaise, dans le cadre de l’opération Sindoor (en hindi : ऑपरेशन सिन्दूर). Selon les autorités indiennes, ces frappes visent des infrastructures liées à des groupes armés accusés d’être responsables de l’attentat de Pahalgam survenu le 22 avril 2025. 
En réponse, le Pakistan engage une série de représailles militaires, dont notamment le lancement, le 10 mai 2025, de l’opération Bunyan-ul-Marsoos (en ourdou : آپریشن بُنۡیَانٌ مَّرۡصُوۡصٌ, en français : « opération Mur de plomb »), une campagne de frappes ciblant plusieurs villes et installations stratégiques indiennes. 
Cette séquence d’événements provoque une escalade majeure des tensions entre les deux puissances nucléaires, dans le contexte plus large du conflit du Cachemire.

## Contexte
Le conflit du Cachemire, qui dure depuis 1947, alimente de multiples guerres et escarmouches entre l’Inde et le Pakistan au sujet de la région contestée. Le 22 avril 2025, une attaque terroriste perpétrée par des militants près de Pahalgam, dans le Cachemire administré par l’Inde, a tué 28 civils, pour la plupart des touristes hindous. L'attaque a été revendiquée par le Front de résistance, une émanation de l’organisation militante Lashkar-e-Toiba, qui est soutenue par le Pakistan bien que le groupe ait par la suite nié toute responsabilité et déclaré qu’il avait été piraté.

## Déroulement

### Début de l'opération
Le 7 mai 2025, vers 1h15 IST (heure de New Delhi), l'Inde a lancé une série de frappes aériennes et de missiles contre des sites situés au Pakistan et dans le Cachemire sous administration pakistanaise. L’opération, baptisée opération Sindoor, a été présentée par les autorités indiennes comme une riposte à l'attentat survenu le 22 avril 2025 à Pahalgam, dans le Jammu-et-Cachemire, qui avait causé la mort de 26 touristes. L’attaque avait été revendiquée par un groupe inconnu appelé Front de résistance du Cachemire, que l’Inde considère comme une façade des groupes islamistes Jaish-e-Mohammed et Lashkar-e-Taiba.

### Cibles visées et groupes concernés
Selon le ministère indien de la Défense, neuf sites ont été ciblés : Bahawalpur, Muridke, Muzaffarabad, Kotli, Bhimber (en), Chak Amru, Bagh, Sialkot et Tehra Kalan (en). L'Inde affirme que ces lieux étaient utilisés par des groupes islamistes pour le recrutement, l'entraînement et la planification d’attentats contre le territoire indien.

### Détails des frappes
Les frappes ont été menées par des avions de chasse de type Dassault Rafale, MiG-29 et Su-30MKI, équipés de missiles de croisière SCALP-EG et de bombes guidées de type GBU-24 et SPICE (en).
Une mosquée à Bahawalpur a été gravement endommagée, causant la mort de treize civils dont deux enfants de trois ans, selon les autorités pakistanaises. Une autre mosquée à Muridke a également été touchée. Le Pakistan affirme qu’il s’agissait d'infrastructures civiles, tandis que l'Inde soutient que ces lieux étaient utilisés à des fins terroristes.
Le gouvernement de Narendra Modi s'est félicité pour cette opération et a minimisé les pertes civiles occasionnées, défendant des actions mesurées, non escalatoires, proportionnées et responsables. Plusieurs médias indiens ont été contraints de supprimer les informations relatives aux crashs des appareils de leurs sites Web sous la pression du gouvernement.

### Riposte pakistanaise et tirs d'artillerie
En réponse aux frappes indiennes, l'armée pakistanaise a lancé des tirs d'artillerie sur plusieurs positions militaires indiennes situées dans le Jammu-et-Cachemire sous contrôle indien, notamment dans la région de Poonch, et visant les bases militaires et les infrastructures logistiques indiennes. Ces frappes ont fait plusieurs victimes parmi les civils et les militaires indiens.
Une officier de l’armée indienne affirme également lors d’un briefing que le Pakistan a ciblé 36 endroits avec 300 à 400 drones Asisguard Songar (en) fourni par la Turquie.

### Intensification des frappes
Le 9 mai 2025, les tensions entre l'Inde et le Pakistan ont connu une nette intensification. L'armée pakistanaise a lancé plusieurs attaques à l’aide de drones armés et de tirs d’artillerie le long de la frontière occidentale de l’Inde, ciblant notamment des zones dans les régions du Jammu-et-Cachemire, du Pendjab et du Rajasthan. Selon l’agence Reuters, les frappes ont visé des infrastructures militaires et civiles, provoquant plusieurs explosions dans des zones habitées, notamment à Amritsar.
Dans la nuit du 9 mai 2025 au 10 mai 2025, l'Inde a lancé des missiles balistiques contre plusieurs installations militaires au Pakistan, notamment la base aérienne de Nur Khan, située à proximité d'Islamabad. Ces frappes ont également visé les bases de Murid et Rafiqui, selon le porte-parole de l'armée pakistanaise, le lieutenant-général Ahmad Sharif. Le Pakistan a qualifié ces attaques de « provocation du plus haut niveau » et a affirmé que la majorité des missiles avaient été interceptés.
Immédiatement après les frappes indiennes, le Pakistan a lancé une opération militaire de riposte, baptisée opération 'Bunyan-ul-Marsoos' (en ourdou : آپریشن بُنۡیَانٌ مَّرۡصُوۡصٌ, en français : « opération Mur de plomb »),. Le nom de l'opération est une référence au verset 4 de la sourate 61 (As-Saff) du Coran. L'armée pakistanaise affirme avoir mené plusieurs frappes contre des installations militaires indiennes. Parmi les cibles visées figurent une installation de stockage de missiles BrahMos, un système de défense antiaérienne S-400 situé à la base aérienne de Pathankot, ainsi que les bases aériennes de Jalandhar, Udhampur, Gujarat et Bathinda A.F.S. ; des installations militaires au Rajasthan,.

## Conséquences

### Conséquences civiles

#### Conséquences matérielles et organisationnelles
L'espace aérien pakistanais est fermé pendant 48 heures et tous les vols ont été annulés.  Au Pendjab pakistanais, les écoles et les collèges sont fermés, tandis que les examens reportés le 7 mai.  En Inde, au moins 25 aéroports du nord et de l'ouest sont fermés jusqu'au 10 mai.  L'armée de l'air indienne a pris le contrôle de l'aéroport de Srinagar et les opérations civiles sont interrompues pour une durée indéterminée.
SpiceJet, IndiGo et Air India ont interrompu leurs vols dans la région, tandis qu'Air France et Lufthansa évitent l'espace aérien pakistanais. Malaysia Airlines et Batik Air ont suspendu leurs opérations et ont redirigé leurs vols vers certaines villes des deux pays. 

#### Victimes civiles
Au 9 mai 2025, selon différentes sources, l'Inde dénombre 15 morts et 43 civils blessés, principalement dans le district de Poonch au Jammu-et-Cachemire. Le Pakistan rapporte 31 morts et 57 civils blessés, avec des pertes significatives dans des zones telles que le Cachemire pakistanais Bahawalpur et Muzaffarabad,.

### Conséquences militaires

#### Victimes militaires et terroristes
Le ministre indien de la Défense, Rajnath Singh, déclare le 8 mai qu'au moins 100 terroristes ont été tués lors des frappes de missiles. 

#### Matérielles
Le Pakistan déclare avoir abattu cinq appareils indiens — trois Rafales, un Su-30MKI et un MiG-29 — avec ses avions Chengdu J-10. L’Inde n’a confirmé que la perte de trois avions, dont les débris ont été retrouvés dans les régions du Jammu-et-Cachemire et du Pendjab.

## Cessez-le-feu
Le 10 mai 2025, le ministre des Affaires étrangères pakistanais, Ishaq Dar, a annoncé qu’un accord de cessez-le-feu « avec effet immédiat » avait été conclu entre le Pakistan et l’Inde,.
Cependant, quelques heures après l’annonce, plusieurs violations du cessez-le-feu ont été rapportées le long de la ligne de contrôle, des détonations ont été signalées à Srinagar et Jammu.
Dans la soirée, le Premier ministre pakistanais, Shehbaz Sharif, a prononcé une allocution nationale dans laquelle il a salué l’accord de cessez-le-feu comme une « victoire historique » pour le Pakistan. Il a exprimé sa gratitude envers le président américain Donald Trump pour sa médiation, ainsi qu’envers d’autres nations, notamment l’Arabie saoudite, la Turquie, le Qatar et la Chine, pour leur soutien dans la conclusion de cette trêve. Sharif a affirmé que le Pakistan avait été « victorieux dans ses principes » et que l’ensemble de la nation pakistanaise avait réussi. Il a également souligné que cet accord de cessez-le-feu avait été conclu « pour le bien de tous », réaffirmant l’engagement du Pakistan en faveur de la paix.
Le premier ministre indien Narendra Modi nie que Donald Trump ait négocié le cessez-le-feu avec le Pakistan, le président américain affirmant de son coté à plusieurs reprises avoir négocié la paix entre les deux pays. Le chef du gouvernement indien a également affirmé que le Pakistan a supplié l’Inde d’arrêter le conflit après avoir ressenti « la pression de [ses] attaques ».

## Analyse
L’opération militaire indienne a révélé les faiblesses de son armée de l’air, écrit Le Monde, selon qui « la démonstration de force voulue par New Delhi a toutes les apparences, de l'avis de nombreux experts militaires, d'une sévère contre-performance. »
Radio France internationale souligne en revanche  que ce conflit, présenté comme "l’un des plus importants combats aériens depuis la Seconde Guerre mondiale", a fait l'objet d'une "vaste campagne informationnelle menée par le Pakistan, avec l’appui de la Chine, [qui] a tenté d’imposer deux idées : l’Inde aurait perdu un grand nombre d’appareils lors de l’opération Sindoor, dont plusieurs Rafale et les avions chinois qui équipent l’armée de l’air pakistanaise auraient surclassé leurs adversaires." Cette campagne du Pakistan, amplifiée par la Chine, aurait eu pour but de décrédibiliser le matériel militaire français utilisé par l'Inde lors de ce conflit (avions Mirage 2000 et Rafale de Dassault Aviation, missiles air-air Mica et Météor de MBDA, bombes AASM de Safran, missiles air-sol SCALP-EG de MBDA) : "Dans sa confrontation avec l’Inde, la tactique pakistanaise a été de faire de son échec stratégique une victoire sur le plan informationnel."
Selon RFI, "les militaires occidentaux qui ont dressé le bilan militaire de l’opération Sindoor ne font pas du tout le même constat : « Sindoor a été une victoire totale sur le plan tactique et un échec complet en matière de communication qui vaut quasiment une défaite »." Ainsi, "l’Indian Air Force a mené son raid avec des objectifs très élevés et avec une prise de risque assumée autorisant des pertes d’équipages" avec 9 objectifs à atteindre : "des camps d’entrainements de groupes armés, un centre de commandement et de contrôle de l’armée pakistanaise, des systèmes Sol Air et des radars de veille." Il est précisé que "[l]es équipages indiens s’attendaient à subir une importante attrition. Pourtant, en une vague, ils ont atteint tous leurs objectifs, certains ont même été frappés plusieurs fois". Le "haut niveau de qualification des pilotes" indiens a joué un rôle clé. Sindoor se solde par un succès indien avec des pertes inavouées plus importantes du côté pakistanais, en avions notamment, qui a conduit à une désescalade très rapide entre les deux belligérants et qui a surtout démontré la faiblesse de la défense pakistanaise.